# SN 1954T
SN 1954T – supernowa odkryta 31 lipca 1954 roku w galaktyce PGC0069331. W momencie odkrycia miała maksymalną jasność 19,00m.